# Stunden voller Zärtlichkeit
Stunden voller Zärtlichkeit, auch Moderato cantabile – Stunden voller Zärtlichkeit, ist ein Schwarzweißfilm von Peter Brook aus dem Jahr 1960 nach der Erzählung Moderato cantabile von Marguerite Duras.

## Handlung
Die Handlung des Films spielt sich in einer Industriestadt in der Gironde innerhalb von sieben Tagen ab.
Anne Desbarèdes, die Frau eines reichen Fabrikbesitzers, Hauptarbeitgeber der Stadt, begleitet ihren Sohn zu seiner wöchentlichen Klavierstunde. Pierre ist begabt, aber störrisch und torpediert gelegentlich den Unterricht. Was in der Musik Moderato cantabile heißt – „gemäßigt singend“ –, kann und will er nicht behalten. Als die Klavierstunde durch laute Schreie aus dem Nachbarhaus unterbrochen wird, sehen die drei aus dem Fenster, wie Menschen aus allen Richtungen auf das Haus zu strömen. Die Klavierstunde wird abgebrochen. Anne lässt den Jungen an der Haustür warten und drängt sich selbst durch die Menge vor dem Schaufenster. Auf dem Boden des Bistros liegt in einer dunklen Lache eine tote Frau. Ein Mann hat sich über sie geworfen, offenbar der Mörder.
Ein Mann beobachtet Anne aus der Distanz, nähert sich ihr. Chauvin, so heißt er, ist ein ehemaliger Fabrikarbeiter. Als er neben ihr steht, fragt sie ihn, ob er Näheres über das Paar weiß. Am nächsten Tag zieht es Anne wieder an den Ort des Verbrechens. Sie betritt die Bar, stumm von den Gästen beobachtet, und trinkt mehrere Gläser Rotwein. In einem Gespräch mit Chauvin bittet sie ihn, Näheres über den Mordfall herauszufinden. Auch am nächsten Tag ist sie wieder in der Bar, trinkt Wein und schlendert dann mit ihrem Sohn den Fluss entlang. Chauvin folgt ihr, holt sie schließlich ein, und sie reden wieder über den Mord. Sie treffen sich immer wieder. Da Chauvin aber nichts Näheres weiß, beginnt er eine Geschichte zu erfinden. Zu Hause wirkt Anne abwesend. Einmal verlässt sie ohne Entschuldigung abrupt die Tafel mit geladenen Gästen, die wohlerzogen ihr seltsames Verhalten ignorieren. Anne scheint sich immer stärker mit dem Liebespaar in der Bar zu identifizieren, was die Beziehung zwischen ihr und Chauvin verändert. Sie kommen sich sehr nahe, zu einer körperlichen Berührung kommt es nicht.
Eines Nachts wartet Chauvin in der Bar, in der schon alle Lichter gelöscht sind. Anne betritt die Bar, nähert sich ihm, stößt einen Schrei aus und fällt wie tot zu Boden. Chauvin verschwindet in der Nacht. Annes Ehemann macht sich auf die Suche nach seiner Frau, fährt alle Wege ab, die sie mit Chauvin gegangen ist, hält schließlich vor der Bar, und die Autoscheinwerfer erfassen die am Boden liegende Frau. Er hebt sie auf, trägt sie ins Auto und fährt mit ihr davon.

## Produktion
Brooks hatte sich bereits kurz nach Erscheinen von Moderato cantabile die Filmrechte gesichert, hatte aber Schwierigkeiten, einen Produzenten zu finden, da sein bisher einziger Film The Beggar’s Opera an den Kinokassen gefloppt hatte. Schließlich fand er in Raoul Lévy, der seit 1953 einige kommerziell sehr erfolgreiche Filme mit Brigitte Bardot produziert hatte, einen Geldgeber. Brook konnte sich im Vertrag mit Lévy weitgehende Rechte in Bezug auf Drehbuch und Besetzung sichern.
Produziert wurde der Film von Documento Films und Iéna Production. Gedreht wurde in Blaye und an den Ufern der Garonne im Département Gironde.
Moderato cantabile ist Brooks erster Film in französischer Sprache, sein zweiter Spielfilm und einer seiner wenigen Filme, die nicht auf einer Theaterinszenierung beruhen. Für Marguerite Duras, die maßgeblich an den Dialogen beteiligt war, war es nach Hiroshima mon amour das zweite Drehbuch. Der dritte am Drehbuch beteiligte Autor, Gérard Jarlot (1923–1966), war ein französischer Journalist und Drehbuchautor, dem Marguerite Duras ihre Erzählung gewidmet hatte.
Brook drehte seinen Film in Schwarzweiß und im Format Cinemascope. Sein Kameramann Armand Thirard hatte seit seinem Erstlingsfilm L’Homme à l’Hispano von 1929 mit Julien Duvivier als Regisseur mit fast allen großen Regisseuren des französischen Kinos zusammengearbeitet. Für Editor Albert Jurgenson, der bereits für Marcel Carné, Claude Sautet und Clouzot als Editor tätig war, war es erst der vierte Spielfilm. Jeanne Moreau engagierte Jurgenson 1976 für  Lumière, ihr Debüt als Filmregisseurin.

### Besetzung
Lévy wollte die weibliche Hauptrolle mit Simone Signoret besetzen, Brook bestand aber auf Jeanne Moreau als Protagonistin. Jeanne Moreau hatte 1958 ihr Bühnendebüt am Théâtre Antoine in Paris in Brooks französischer Erstaufführung von Tennessee Williams’ Die Katze auf dem heißen Blechdach gefeiert. Die männliche Hauptrolle besetzte Brook mit Jean-Paul Belmondo, damals bereits ein Kinostar, der sich mit Rollen als Draufgänger, Rebell und zynischer Antiheld einen Namen gemacht hatte, und hier – gegen diesen Typ – mit minimalistischen schauspielerischen Mitteln einen zurückhaltenden und besonnenen Mann aus der Arbeiterklasse zu spielen hatte. Die Rolle von Annes zehnjährigem Sohn spielte Didier Haudepin, der später ein erfolgreicher Theater- und Filmschauspieler wurde.

### Musik
Durch den Film zieht sich ein mit geringen Varianten wiederholtes Motiv aus einer Diabelli-Klaviersonate. Die Ausschnitte aus dem Andantino der Sonatine Nr. 8, der Sonatine F-Dur Nr. 1 und der Sonate in C-Dur Nr. 6 spielt Marie-Antoinette Pictet.

## Veröffentlichung
Premiere des Films war im Mai 1960 in Cannes, wo Jeanne Moreau mit dem Grand Prix als beste Schauspielerin ausgezeichnet wurde.
Der Film kam im selben Jahr in der Bundesrepublik Deutschland und der DDR unter dem Titel Stunden voller Zärtlichkeit in die Kinos. Jeanne Moreau wurde von Eva Katharina Schultz synchronisiert, Belmondo von Peer Schmidt.
Das Label AL!VE brachte eine DVD des Films unter dem Titel Moderato cantabile – Stunden voller Zärtlichkeit in deutscher und französischer Sprache, mit Untertiteln in Deutsch und Englisch heraus. Das Bonusmaterial enthält den Trailer zum Film und eine Bildergalerie. 2011 publizierte das Label Colosseo unter dem Titel Moderato Cantabile eine weitere DVD in einer in Bild und Ton restaurierten und remasterten Fassung.

## Rezeption
Der Film wurde in Cannes mit Spannung erwartet, da Hiroshima mon amour, ebenfalls nach einem Drehbuch von Marguerite Duras, kürzlich für einen Oscar nominiert worden war. Die Reaktion der Fachpresse fiel gemischt aus, im Ganzen jedoch mit negativer Tendenz, zumal Belmondo, der während des Drehs den Sohn von Jeanne Moreau mit seinem Sportwagen in Lebensgefahr gebracht hatte, gerade eine ziemlich schlechte Presse hatte. Finanziell war der Film kein Erfolg. In den USA, wo er unter dem Titel Seven Days, Seven Nigths lief, wurde er bis auf wenige Ausnahmen, wie Thomas Kevin von der Los Angeles Times, der den Film „perfekt“ nannte, von der Presse weitgehend ignoriert.
Im Laufe der Zeit hat sich die Einstellung der Filmkritik zu Brooks Film jedoch von Grund auf geändert. In einem Nachruf auf Peter Brook bezeichnet der Figaro den Film als „ein Juwel für die anspruchsvollsten Cinéasten“. James Travers vom Filmportal FrenchFilms sieht den Film als „ein wundervoll lyrisches aber düsteres Stück Kino“. Er lobt die großartige Leistung beider Hauptdarsteller, die beiden zusammenzubringen sei ein Geniestreich. Travis würdigt besonders die Kameraarbeit von Armand Thirard, nur wenige Filme hätten die Möglichkeiten der Breitwand derart wirkungsvoll genutzt.
Ian Jane zollt in seiner Besprechung der DVD von 2021 dem Film, seinem Regisseur, den Protagonisten, der gesamten Crew ein großes Lob. Belmondo gebe nicht den üblichen Action-Helden, sondern habe hier die Chance bekommen, eine dramatische Rolle zu bewältigen, und er sei hervorragend, ebenso wie seine Partnerin. Auch er hebt die starke Leistung des Kameramanns hervor: Thirard schöpfe alle Möglichkeiten der Cinemascope-Technik aus, eine Kleinstadt in eine ziemlich unwirtliche Landschaft zu verwandeln. Es gebe eine bemerkenswerte Anzahl von Weitwinkelaufnahmen, die dem Film eine ungewohnte, eigentümliche, suggestive Atmosphäre verschafften.